# Synodontis schoutedeni
Synodontis schoutedeni (Синодонтіс Шоутедена) — вид риб з роду Synodontis родини Пір'явусі соми ряду сомоподібні. Інші назви «мармуровий синодонтіс», «помаранчевосмугий синодонтіс». Названо на честь бельгійського зоолога Генріха Шоутедена.

## Опис
Загальна довжина сягає 17,1 см (в акваріумі — 14 см). Спостерігається статевий диморфізм: самиця більша за самця. Є 3 пари вусів, з яких 1 пара на верхній довжині є довгою та гладенькою, 2 пари на нижній — пір'ясті та короткі. Верхня щелепа має короткі, конусоподібні зуби. Тулуб кремезний, трохи витягнутий, дещо стиснутий з боків. Шкіра міцна з слизистим шаром. Спина вигнута сильніше черева. Перший промінь спинного та грудних плавців є зазубреним. Спинний плавець високий, трикутної форми, з 1 жорстким променем. Хвостовий плавець роздвоєно.
Забарвлення коричнево-кавового з оливковим відливом з численними зигзагоподібними візерунками та яскравими жовтувато-золотавими рисками, а також вкрито темно-коричневими плямочками та зігнутими смугами. Морда світла з своєрідною «маскою» з крапочок. Плавці прозорі з рядками коричнево-жовтих плям.

## Спосіб життя
Воліє до трохи кислої і м'якої води. Зустрічається в річках з повільною течією та темним піщаним ґрунтом. Вдень ховається під корчами, камінням та в печерах, а також рясній рослинністю. Активний вночі та у присмерку. Живиться личинками комах, іншими дрібними безхребетними.
Статева зрілість настає у віці 1 року. Нерест відбувається в сезон дощів.

## Розповсюдження
Мешкає у басейні річки Конго — в межах Республіки Конго та Демократичної республіки Конго.